# 1,2,3-Trimethylbenzen
1,2,3-Trimethylbenzen là một hợp chất hữu cơ có công thức hóa học là C6H3(CH3)3. Nó là một hydrocarbon thơm, ở điều kiện bình thường nó là chất lỏng không màu, dễ cháy. Nó gần như không hòa tan trong nước nhưng lại dễ hòa tan trong dung môi hữu cơ. Trong tự nhiên, nó xuất hiện trong nhựa than đá và dầu mỏ. Nó là một trong ba đồng phân của trimethylbenzen. Nó được sử dụng trong nhiên liệu máy bay phản lực, được pha trộn với các hydrocarbon khác để ngăn chặn sự hình thành các hạt rắn có thể làm hỏng động cơ.

## Sản xuất và sử dụng
Trong công nghiệp, nó được tạo ra từ các hydrocarbon thơm C9 (hydrocarbon thơm có 9 nguyên tử carbon) trong quá trình chưng cất dầu mỏ. Nó cũng được tạo ra bởi quá trình methyl hóa toluen và xylen.